# Silene scaposa
Silene scaposa là loài thực vật có hoa thuộc họ Cẩm chướng. Loài này được B.L. Rob. miêu tả khoa học đầu tiên năm 1893.